# Michal Farkaš
Michal Farkaš (* 10. března 1985, Zlaté Moravce) je slovenský fotbalový obránce, který momentálně hraje v polském klubu Ruch Radzionków.

## Klubová kariéra
Do profesionálního fotbalu nastoupil v létě 2007 v dresu FC Nitra, kde hrál předtím za mládežnické týmy. V lednu 2009 přestoupil do českého celku FK Jablonec 97, kde se příliš neprosadil a objevil se pouze ve třech ligových utkáních. K 1. lednu 2010 mu skončila smlouva a Michal odešel do Polska do klubu Ruch Radzionków (z nižší ligy). V červenci 2011 podepsal smlouvu s polským celkem GKS Katowice, kde strávil 2 sezony. V srpnu 2013 se vrátil jako volný hráč do Ruchu Radzionków. V lednu 2014 rokoval o podpisu smlouvy s třetiligovým polským mužstvem Zagłębie Sosnowiec.